# Blennioidei
I blenniodei (Blennioidei) sono un sottordine di pesci dell'ordine Perciformes.

## Tassonomia
Il sottordine comprende le seguenti famiglie:
- Blenniidae
- Chaenopsidae
- Clinidae
- Dactyloscopidae
- Labrisomidae
- Tripterygiidae